# Eugene Jerome Cooney
Eugene Jerome Cooney (* 20. Dezember 1931 in Medicine Hat) ist Altbischof von Nelson. 

## Leben
Eugene Jerome Cooney empfing am 4. Juni 1960 die Priesterweihe.
Papst Johannes Paul II. ernannte ihn am 15. März 1996 zum Bischof von Nelson. Der Bischof von Calgary, Paul John O’Byrne, spendete ihm am 11. Juni desselben Jahres die Bischofsweihe; Mitkonsekratoren waren Peter Joseph Mallon, Erzbischof von Regina, und Wilfrid Emmett Doyle, emeritierter Bischof von Nelson. 
Am 30. November 2007 nahm Papst Benedikt XVI. seinen altersbedingten Rücktritt an.